# SMS Kaiser (1875)
El SMS Kaiser fue una fragata blindada de la Armada imperial alemana, líder de la clase Kaiser. 

## Historial
Fue dado de alta el 13 de febrero de 1875.  En 1889, el emperador Guillermo II embarcó a bordo para realizar una serie de visitas a Génova, Atenas, Estambul y Venecia.  Sirvió desde 1894 en aguas de Asia, en la división de cruceros de lejano oriente de la Armada imperial. El Kaiser, fue el buque insignia del almirante Otto von Diederichs y de la escuadra alemana del este Asiático, y participó en el desembarco anfibio de noviembre de 1897 mediante el cual, Alemania adquirió la concesión de la bahía Kiautschou,(Qingdao), China.
El SMS Kaiser retornó a Alemania, tras lo cual, fue reclasificado como pontón, y renombrado el 12 de octubre de 1905 como Uranus. Finalmente, fue desguazado en 1920 en Hamburgo.